# Yury Klimov
Yury Mikhaylovich Klimov (em russo: Юрий Михайлович Климов: Ukhta, 22 de julho de 1940 – 17 de outubro de 2022) foi um handebolista soviético, campeão olímpico.
Klimov fez parte do elenco campeão olímpico de handebol nas Olimpíadas de Montreal de 1976.
A morte de Klimov foi divulgada em 17 de outubro de 2022.